# Eugenio Elia Levi
Eugenio Elia Levi (Torino, 18 ottobre 1883 – Cormons, 28 ottobre 1917) è stato un matematico italiano.

## Biografia
Nono dei dieci figli di Giulio Giacomo Levi e Diamantina Pugliese, era fratello minore di Beppo Levi, anch'egli valente matematico. All'età di 21 anni, nel 1904, si laureò alla Scuola Normale Superiore di Pisa discutendo, sotto la direzione di Luigi Bianchi, una tesi sulla teoria delle superfici a due dimensioni immerse in un iperspazio. Divenne poi assistente di Ulisse Dini e, nel 1909, professore di Analisi infinitesimale all'Università degli Studi di Genova.
Nel 1911 ottenne la medaglia d'oro della Accademia dei XL. Nella relazione di conferimento del premio, Vito Volterra scrisse che più di uno tra gli otto gruppi di lavori presentati sarebbe stato sufficiente per farglielo vincere.
Partecipò come volontario alla prima guerra mondiale e morì a Subida, nel 1917, in un disperato tentativo di frenare l'avanzata nemica dopo la disfatta di Caporetto. Francesco Tricomi disse che lo «si può considerare uno dei maggiori matematici italiani» e molti concordano nel ritenere la sua morte prematura - e un destino simile spettò a molti altri giovani matematici italiani, fra cui Ruggiero Torelli e Luciano Orlando - come il più grave tributo pagato dalla Matematica italiana alla grande guerra.

### Attività di ricerca
Levi scrisse 33 lavori, classificati dal suo collega e amico Mauro Picone secondo il seguente schema:
- Geometria differenziale
- Teoria dei gruppi

Scrisse solo tre lavori sulla teoria dei gruppi. Il più interessante è il primo, Levi-1905 in cui viene dimostrata quella che ora è nota come decomposizione di Levi per le algebre di Lie. Questa era stata congetturata da Wilhelm Killing e dimostrata, solo in un caso speciale, da Élie Cartan.
- Teoria delle funzioni di più variabili complesse

Introdusse il concetto di pseudoconvessità per lo studio del dominio di definizione delle funzioni di più variabili complesse. Questo concetto diventerà uno dei cardini della teoria.
- Problemi di Cauchy e di Goursat
- Problemi differenziali con condizioni al contorno

Le sue ricerche sulla teoria degli operatori differenziali alle derivate parziali diedero vita al metodo del parametrix. Questo, essenzialmente, è un modo per costruire soluzioni fondamentali per operatori ellittici con coefficienti variabili: il parametrix è tuttora utilizzato ampiamente per lo studio degli operatori pseudodifferenziali.

## Opere
- Eugenio Elia Levi, Sulla struttura dei gruppi finiti e continui, in Atti della Reale Accademia delle Scienze di Torino., XL, 1905,  pp. 551-565, JFM 36.0217.02 (archiviato dall'url originale il 5 marzo 2009). Ristampata in Levi (1959,1960), pp. 101-126, volume I. È un celebre lavoro sulla Teoria dei gruppi che venne presentato da Luigi Bianchi all'Accademia delle Scienze di Torino nella seduta del 2 aprile 1905.
- Eugenio Elia Levi, Sulle equazioni lineari alle derivate parziali totalmente ellittiche, in Rendiconti della Reale Accademia dei Lincei, Classe di Scienze Fisiche, Matematiche, Naturali, Serie V,, vol. 16, n. 12, 1907,  pp. 932-938, JFM 38.0403.01.
- Eugenio Elia Levi, Sulle equazioni lineari totalmente ellittiche alle derivate parziali, in  Rendiconti del Circolo Matematico di Palermo., vol. 24, n. 1, 1907,  pp. 275–317, DOI:10.1007/BF03015067, JFM 38.0402.01. URL consultato il 15 aprile 2022 (archiviato dall'url originale l'11 giugno 2018).
- Eugenio Elia Levi, Studii sui punti singolari essenziali delle funzioni analitiche di due o più variabili complesse, in  Annali di Matematica Pura e Applicata., s. III,, XVII, n. 1, 1910,  pp. 61–87, DOI:10.1007/BF02419336, JFM 41.0487.01. URL consultato il 15 aprile 2022 (archiviato dall'url originale il 15 giugno 2018).
- Eugenio Elia Levi, Sulle ipersuperficie dello spazio a 4 dimensioni che possono essere frontiera del campo di esistenza di una funzione analitica di due variabili complesse, in  Annali di Matematica Pura e Applicata., s. III,, XVIII, n. 1, 1911,  pp. 69–79, DOI:10.1007/BF02420535, JFM 42.0449.02. URL consultato il 15 aprile 2022 (archiviato dall'url originale il 3 aprile 2016).
- Eugenio Elia Levi, Opere (Collected Works), Roma, Edizioni Cremonese (distributed by Unione Matematica Italiana), 1959,1960,  pp. XX + 418 (Volume I), 448 (Volume II), MR 0123464, Zbl 0091.00108. Due volumi che raccolgono i lavori di Eugenio Elia Levi in una veste tipograficamente corretta. Vengono emendati sia errori di stampa sia sviste dell'autore. Una raccolta dei lavori originali è disponibile online presso l'Internet Archive:  Eugenio Elia Levi, Mathematical papers, Los Angeles, UCLA,  p. 782 (archiviato dall'url originale il 21 novembre 2008).